# Thảm sát Jallianwala Bagh
Thảm sát Jallianwala Bagh (hay thảm sát Amritsar), diễn ra tại vườn công viên Jallianwala Bagh ở thủ phủ Amritsar miền bắc Ấn Độ ngày 13 tháng 4 năm 1919 với việc chuẩn tướng Reginald E.H. Dyer đã hạ lệnh nổ súng vào đám đông.
Chủ Nhật ngày 13 tháng 4 năm 1919, Dyer nhận được tin có một cuộc tuần hành lớn với khả năng bạo loạn nên đã ra lệnh cấm tất cả mọi người tụ tập, biểu tình. Khi biết rằng có 15.000 đến 20.000 người bao gồm cả phụ nữ, trẻ em và người già đang tụ tập tại công viên Jallianwala Bagh, Dyer lập tức đem theo khoảng 50 lính vũ trang xếp thành hàng ngũ và sau một lúc ông ta quyết định cho nổ súng nhằm kết thúc cuộc tuần hành. Dyer và lính bắn trong khoảng 10 phút, có thể cho đến khi họ đã bắn hết toàn bộ số đạn mang theo; Dyer đã khai rằng lính của ông và ông đã bắn tổng cộng 1.650 băng đạn dựa theo số băng đạn rỗng của binh lính sau vụ thảm sát. Con số chính thức báo cáo từ Chính quyền Anh Ấn tuyên bố có 379 người thiệt mạng, và xấp xỉ 1.100 người bị thương. Số nạn nhân theo ước tính của Nghị viện Ấn Độ rơi vào khoảng hơn 1.500 và xấp xỉ hơn 1,600 người đã thiệt mạng.
Sau sự kiện, Hạ Nghị viện Vương quốc Anh đã buộc Dyer phải nghỉ hưu. Ông ta trở thành nhân vật lịch sử anh hùng trong mắt của nhiều người có những liên hệ tới thuộc địa British Raj, bao gồm Thượng Nghị viện Vương quốc Anh, nhưng lại bị phản đối bởi Hạ Nghị viện, và Hạ nghị viện đã hai lần bỏ phiếu chống lại Dyer. Vụ thảm sát gây ra yêu cầu đánh giá lại vai trò của quân đội, trong đó thiết lập chính sách mới với "lực lượng vũ trang tối thiểu", và quân đội phải được đào tạo lại và phát triển chiến thuật phù hợp để kiểm soát đám đông. Một số nhà lịch sử cho rằng sự kiện này cũng là một trong những nguyên nhân dẫn đến sự kết thúc quyền cai trị của thực dân Anh ở Ấn Độ.